# Chodov (Sokolov-distriktet)
Chodov (tjekkisk udtale: [ˈxodof]; tysk: Chodau) er en by i Sokolov-distriktet i regionen Karlovy Vary i Tjekkiet med omkring 13.000 indbyggere.

## Inddeling
Landsbyen Stará Chodovská er en administrativ del af Chodov.

## Etymologi
Navnet er afledt af det slaviske navn Chod, der betyder "landsbyen for Chods folk".

## Geografi
Sokolov ligger omkring 9 km  nordøst for Sokolov og 7 km  vest for Karlovy Vary. Den ligger i Sokolov-bassinet. Bækken Chodovský løber gennem byen. Der er flere vandområder i kommunens område, især den kunstige sø Bílá voda, der bruges til rekreative formål.

## Historie
Chodov var oprindeligt en slavisk bosættelse.Den slaviske kolonisering var ikke vellykket, og i middelalderen blev denne del af Bøhmen koloniseret af tyskere. I det 12.–13. århundrede tilhørte Chodov Waldsassen-klosteret og blev i det 14.–17. århundrede styret fra Loket. I 1894 fik Chodov byrettigheder og fik ret til at bruge sit eget våbenskjold.
Fra 1938 til 1945 blev den annekteret af Nazityskland og administreret som en del af Reichsgau Sudetenland. Indtil slutningen af Anden Verdenskrig var byen hovedsageligt beboet af tyskere. Efter krigen blev den tyske befolkning fordrevet, og byen blev genbosat af tjekkere. I 1960'erne blev der bygget en stor kemisk fabrik i det nærliggende Vřesová, og derefter blev der bygget nye boligområder til tjekkiske og slovakiske arbejdere, der flyttede hertil.

## Transportere
Chodov ligger på interregionale jernbanelinjer Prag - Cheb og Plzeň -Karlovy Vary. Derudover er den forbundet med Loket med en kort lokallinje.

## Seværdigheder
Den mest signifikante bygning er Sankt Lawrence-kirken, bygget af arkitekten Johann Wolfgang Braunbock  i barokstil i 1725-1733. I det indre er der  fjorten store lærreder der viser Jesus vej til korsfæstelsen. Det er værker af regionale kunstnere fra det 18. og 19. århundrede, som er sjældent i sine dimensioner og sin alder.
Foran kirken er der en tidlig barokstatue af Sankt Sebastian fra 1673. En anden tidlig barokstatue er Jomfru Maria på Mariasøjlen fra 1675, placeret på byens torv.
Den anden kirke i byen tilhører den evangeliske kirke for tjekkiske brødre.